# Salltius ruficeps
Salltius ruficeps là một loài bọ cánh cứng trong họ Cryptophagidae. Loài này được Broun miêu tả khoa học năm 1880.